# 節胸屬
節胸屬，又稱節胸蜈蚣屬，是史前的倍足綱節肢動物，即現今蜈蚣及馬陸的遠古親屬。虽然名叫節胸蜈蚣，但是實際上比起蜈蚣與馬陸的親緣關係較近。牠們生存於3億4500萬至2億9000萬年前的石炭紀維憲期至二疊紀的薩克馬爾期，分佈在北美洲及蘇格蘭。牠們已知陸地上最大型的無脊椎動物，相信只有少數的天敵。

## 分類學
節胸目屬於倍足綱節胸亞綱，為一目一科一屬。亦有科學家將節肋目與Eoarthropleurida併入毛尾馬陸亞綱之下，作為毛馬陸目的姊妹群。

## 特徵及行為

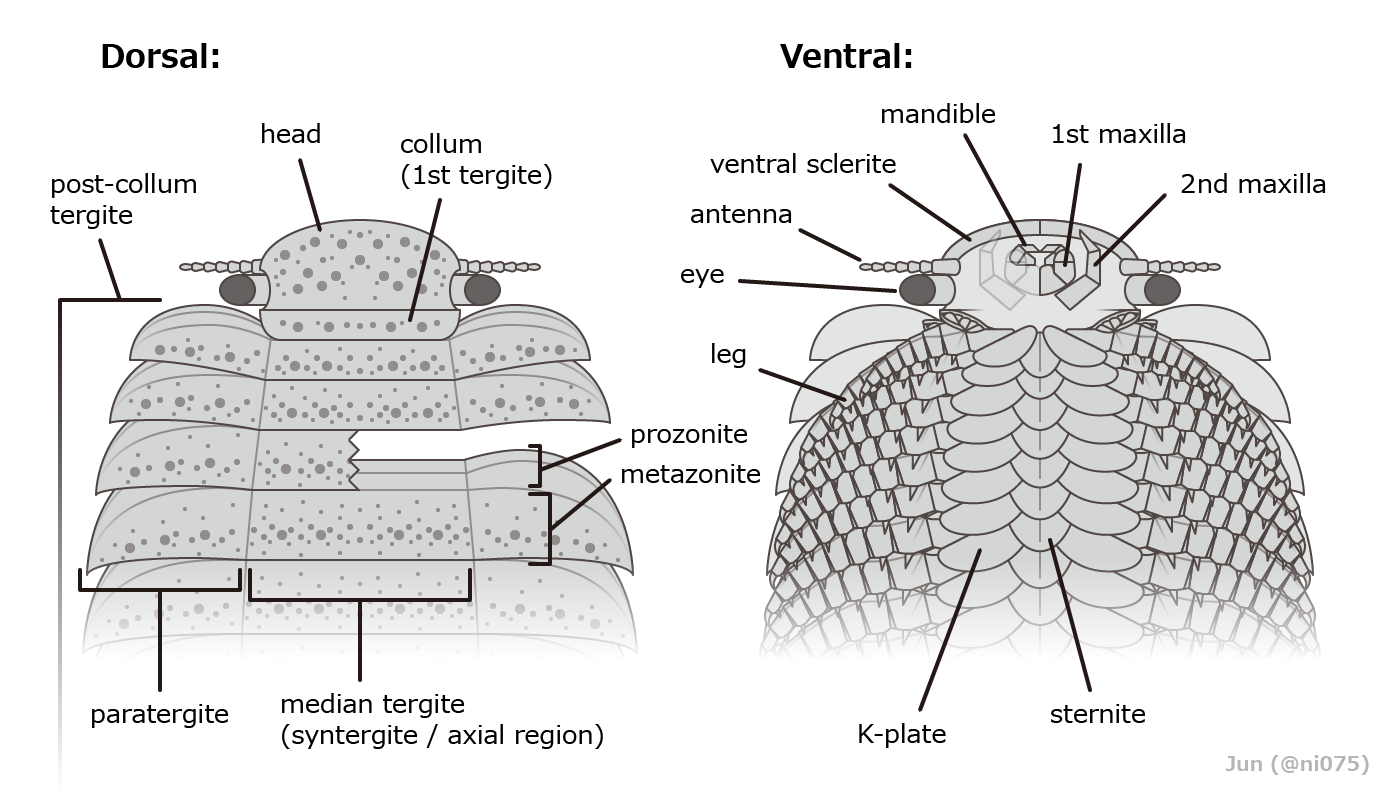
節胸屬身體前端構造復原圖
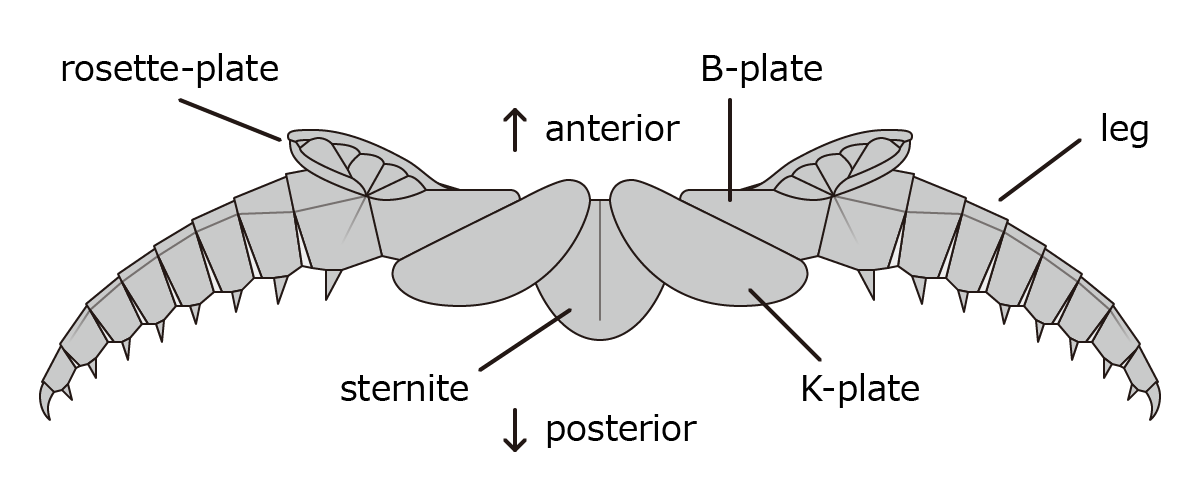
節胸屬腿部構造復原圖
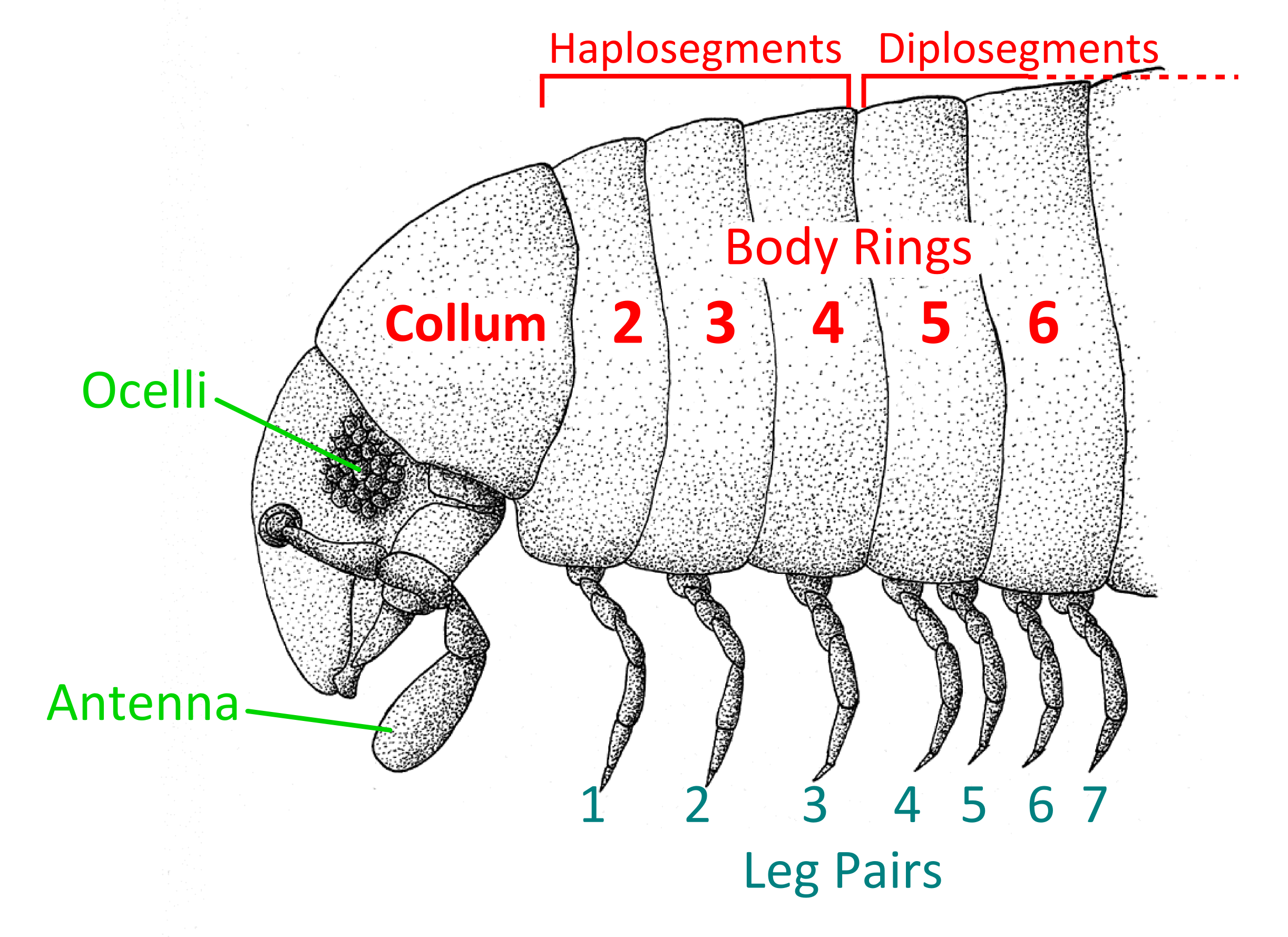
現存馬陸的頭部構造
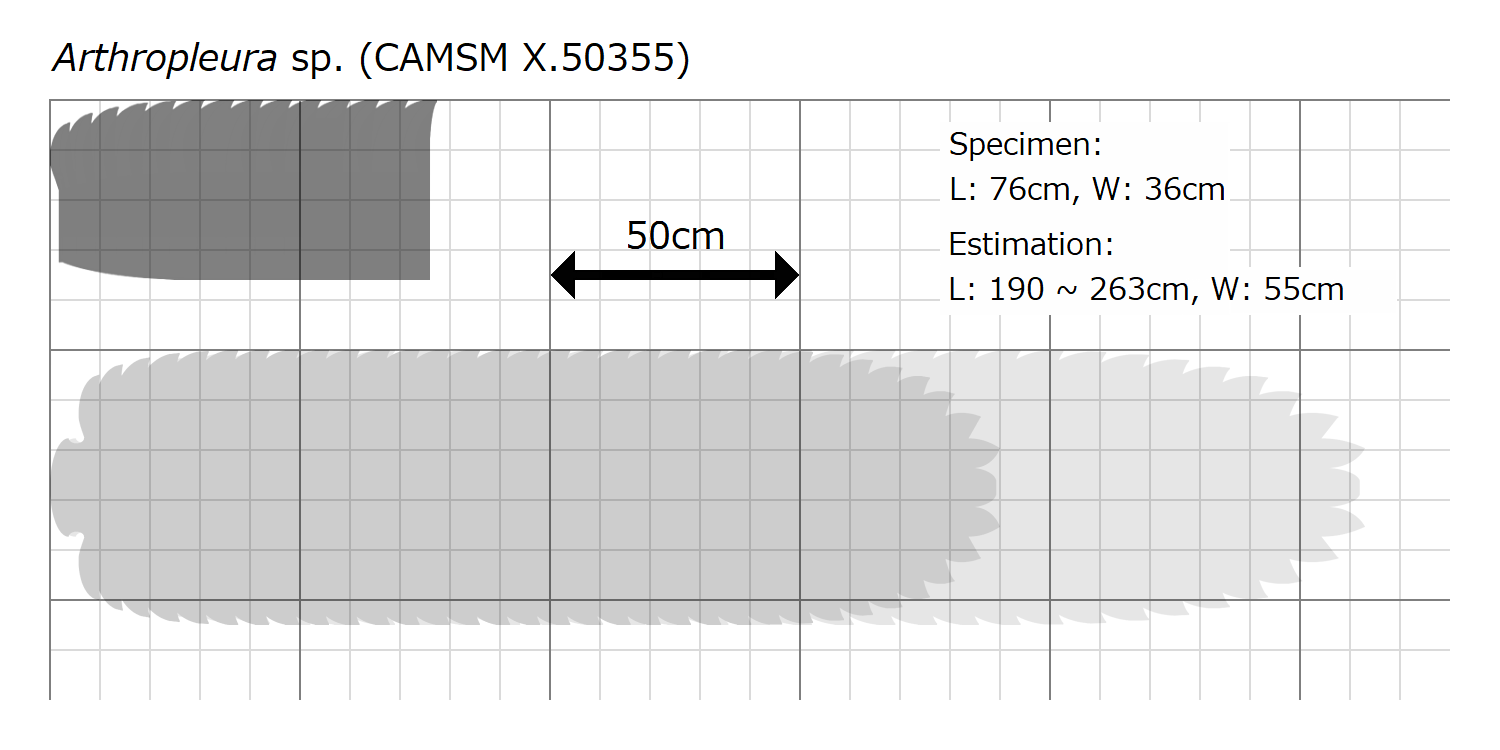
節胸屬的最大體型個體復原圖

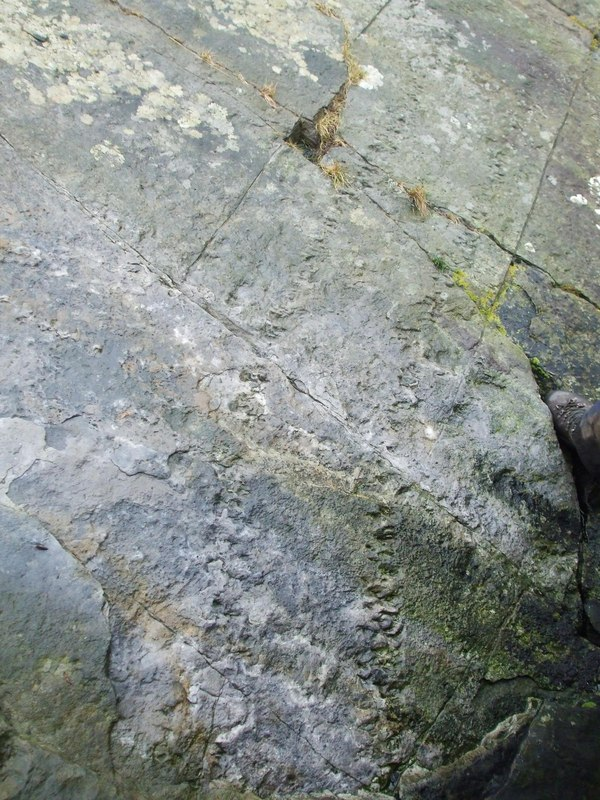
節胸屬的化石化足印，發現於蘇格蘭阿倫島。

節胸屬的體型可長達2.5（8英尺2英寸），於新斯科細亞省的喬金斯則發現寬度達50（1.6英尺）的痕跡化石。於2021年所發現的節胸屬蛻皮化石，寬度可達55（22英寸），體長估計約為1.9至2.63（6英尺3英寸至8英尺8英寸），體重可達50（110磅）。
節胸屬擁有30節體節，足的對數與體節的比例為 8:6 ，和部分現存的馬陸相同。
目前普遍認為所發現節胸屬的化石均為牠們蛻下來的殼而非屍骸。牠們最初被認為僅是生存於煤炭森林，然而在之後科學家在更開闊的地帶也有發現足跡化石，甚至是在石炭紀雨林崩潰事件之後發現節胸屬的化石，顯示牠們能生存於森林之外的生態系。
雖然未有發現節胸屬口部的化石，原先認為保存於標本腸道內的蕨類孢子與石松門植物殘骸，後來證實可能只是恰好出現在蛻皮旁邊的植物化石。不過科學家仍然認為節胸屬的成員普遍均為植食性，除了孢子外，可能也以果實、孢子葉及種子為食，以植物為食才有足夠的營養讓牠們長大如此巨大的體型。
在多個地方也有發現節胸屬的化石化足印。這些化石是一排細小的平行足印，可見牠們能快速的行走，穿越森林。當快速行走時，牠們的身體會拉長，同時拉長了其步距，使行走得更快。節胸屬行走時可以幫助傳播花粉或孢子。牠們也有可能在水中行走，到湖泊及河流脫殼。此時的牠們卻很易受到魚類及兩棲類的侵襲。相反，牠們在陸地上只有少數的天敵。
節胸屬是於石炭紀演化自像甲殼類的祖先，且可以成長至比現今節肢動物更大，部份原因是當時地球大氣層的高含氧量及缺乏大型的陸生脊椎動物掠食者。
一些屬於希留利亞紀的化石足印有時會被認為是屬於節胸屬。

## 滅絕
節胸屬於二疊紀初期就滅絕，當時潮濕的氣候乾涸，破壞了雨林及造成沙漠化。因此，大氣的含氧量也大幅下降。巨型的節肢動物都不能在此乾涸及低氧的環境下生存。然而，許多節胸屬化石發現於石炭紀雨林崩潰事件後，且牠們的生存環境並不僅侷限於雨林中，近年來認為節胸屬滅絕的主因可能來自於四足類的競爭與逐漸變得乾燥的赤道地區。

## 大眾文化
在BBC製作的《與巨獸同行》第2集中，與原水蠍螈發生衝突，最後被石柱穿透身體而亡。
在同樣是BBC製作的《史前公園》第5集出現，主人翁奈吉爾·馬文從石炭紀帶回節胸屬、巨脈蜻蜓與普莫諾蠍各一隻。
在英國獨立電視台製作的《重返侏羅紀》中第1季第2集出現，但體型被過份放大且被描述為帶有劇毒的兇猛蜈蚣。
在沙盒動作冒險遊戲《方舟：生存進化》中，玩家可以捕捉並騎乘節胸屬，不過遊戲中的節胸屬為帶有噴酸能力的虛構物種。

## 外部連結
- 馬里蘭大學 （页面存档备份，存于）
- 節胸屬的足跡